# Hupodonta
Hupodonta is een geslacht van vlinders van de familie tandvlinders (Notodontidae).

## Soorten
- H. lignea Matsumura, 1919
- H. pulcherrima Moore, 1865